# El chofer
El chofer est une telenovela mexicaine produite par Guillermo Diazayas pour la chaîne Canal de las Estrellas en 1974. Avec Jorge Rivero et Linda Cristal dans les rôles principaux.
- Jorge Rivero, José
- Linda Cristal, Julia
- Milton Rodríguez, Luigi
- Susana Alexander, Tania
- Susana Dosamantes, Pilar
- Carlos Piñar, Andrés
- Olga Breeskin, Nora
- Jorge Vargas, Manuel
- Anita Blanch, Carmelita
- Sonia Furió, Soledad
- Sergio Jimenez, Rogelio
- Pilar Pellicer, Silvia
- Armando Silvestre, Armando
- Socorro Avelar, Olvido
- Silvia Mariscal
- Guillermo Zarur, Lobitos
- Lourdes Canale, Lulu
- Nelly Menden